# Stilfs
Stilfs är en kommun i provinsen Sydtyrolen i regionen Trentino-Sydtyrolen i Italien. Kommunen hade 1 141 invånare (2018).